# Начало конца (роман)
«Начало конца» — роман русского писателя-эмигранта Марка Алданова, впервые изданный в 1936—1942 годах.

## Сюжет
Действие романа происходит в Европе во второй половине 1930-х годов. Главные герои книги — трое советских граждан (посол в Бельгии, командарм и профессиональный революционер), которые никогда не верили в советскую систему либо разочаровались в ней. К ним приходит понимание того, что большевики совершили политическое преступление, но эти герои ничего не могут изменить. Ещё один важный персонаж романа — французский писатель Луи Этьенн Вермандуа, в котором угадываются черты самого Алданова (первым это заметил Иван Бунин, но Алданов отрицал какое-либо сходство).
Как обычно у Алданова, философские монологи героев (часто внутренние) сочетаются здесь с динамичным, местами детективным, сюжетом. В одной из сюжетных линий молодой анархист Альвера совершает убийство ради самоутверждения, и здесь автор явным образом полемизирует с Достоевским.

## Создание и оценки
Первая часть романа была издана отдельной книгой в 1938 году. Вторая часть публиковалась (с сокращениями) на страницах парижского журнала «Современные записки», но дело не было доведено до конца из-за оккупации Франции вермахтом. В 1942 году, находясь уже в США, Алданов опубликовал в «Новом журнале» пропущенные главы и окончание романа; при этом он сгруппировал главы по сюжетным линиям. «Начало конца» было впервые издано полностью только в 1946 году, причём на английском языке. В 1995 году увидело свет первое полное издание на русском языке.
«Начало конца» стало первым произведением в истории русской эмигрантской литературы, героями которого являются советские люди. Здесь впервые появляется образ разочаровавшегося коммуниста, впервые дана художественная оценка сталинскому «Большому террору». Алданов размышляет на страницах романа о связи между коммунизмом и фашизмом, о бессилии демократии, когда она сталкивается с тоталитарными режимами.